# Yenidze
Yenidze est une ancienne usine à cigarettes de Dresde, en Allemagne.
Construite par l'architecte Martin Hammitzsch (de) entre 1907 et 1909, c'est aujourd'hui un immeuble de bureaux qui a conservé son architecture néo-mauresque et sa ressemblance avec une mosquée.
Yenidze était le nom de la compagnie fondée par Hugo Zietz et qui importait son tabac de Yenidze, en Thrace (aujourd'hui Geniséa en Grèce).

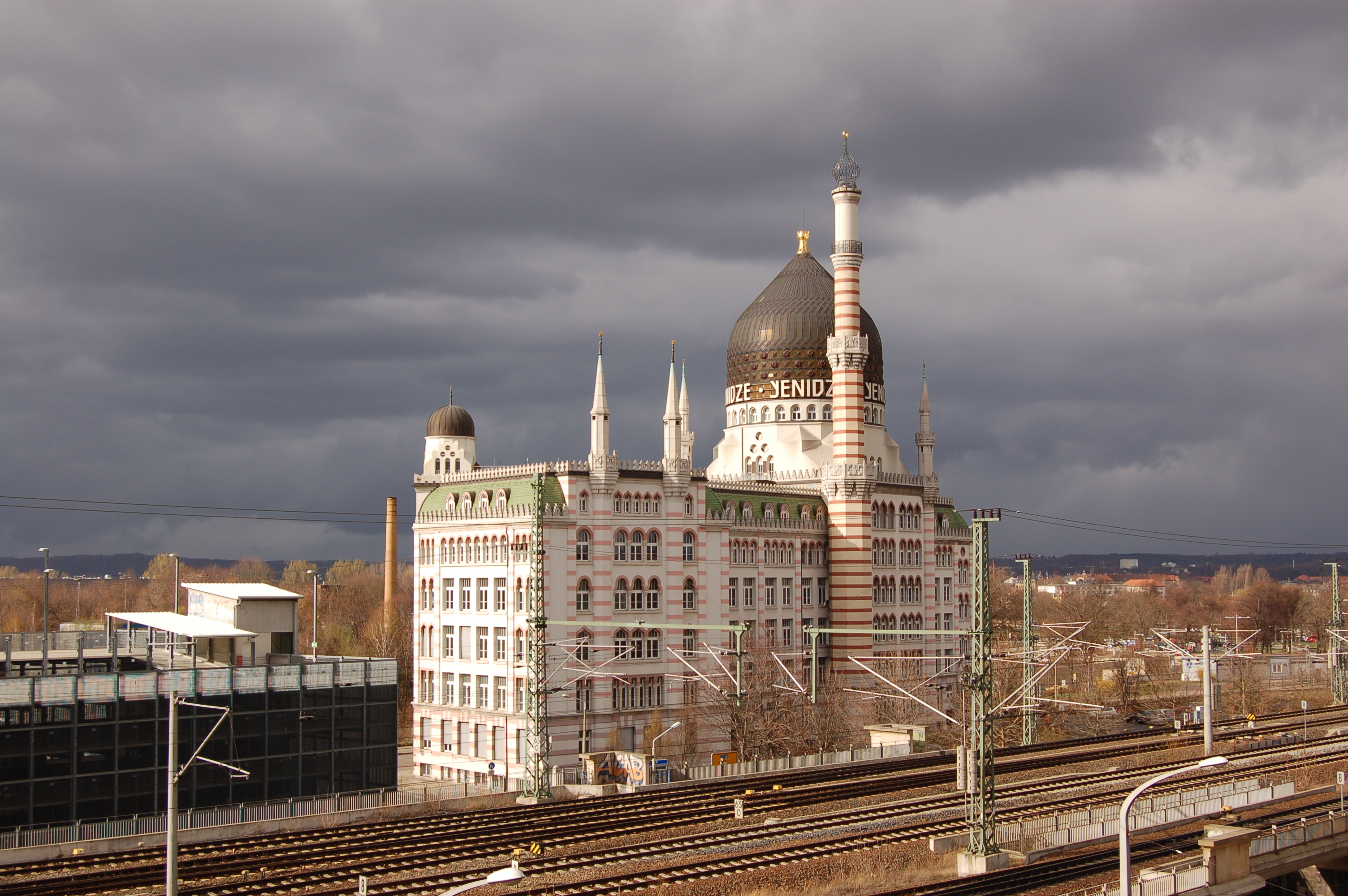
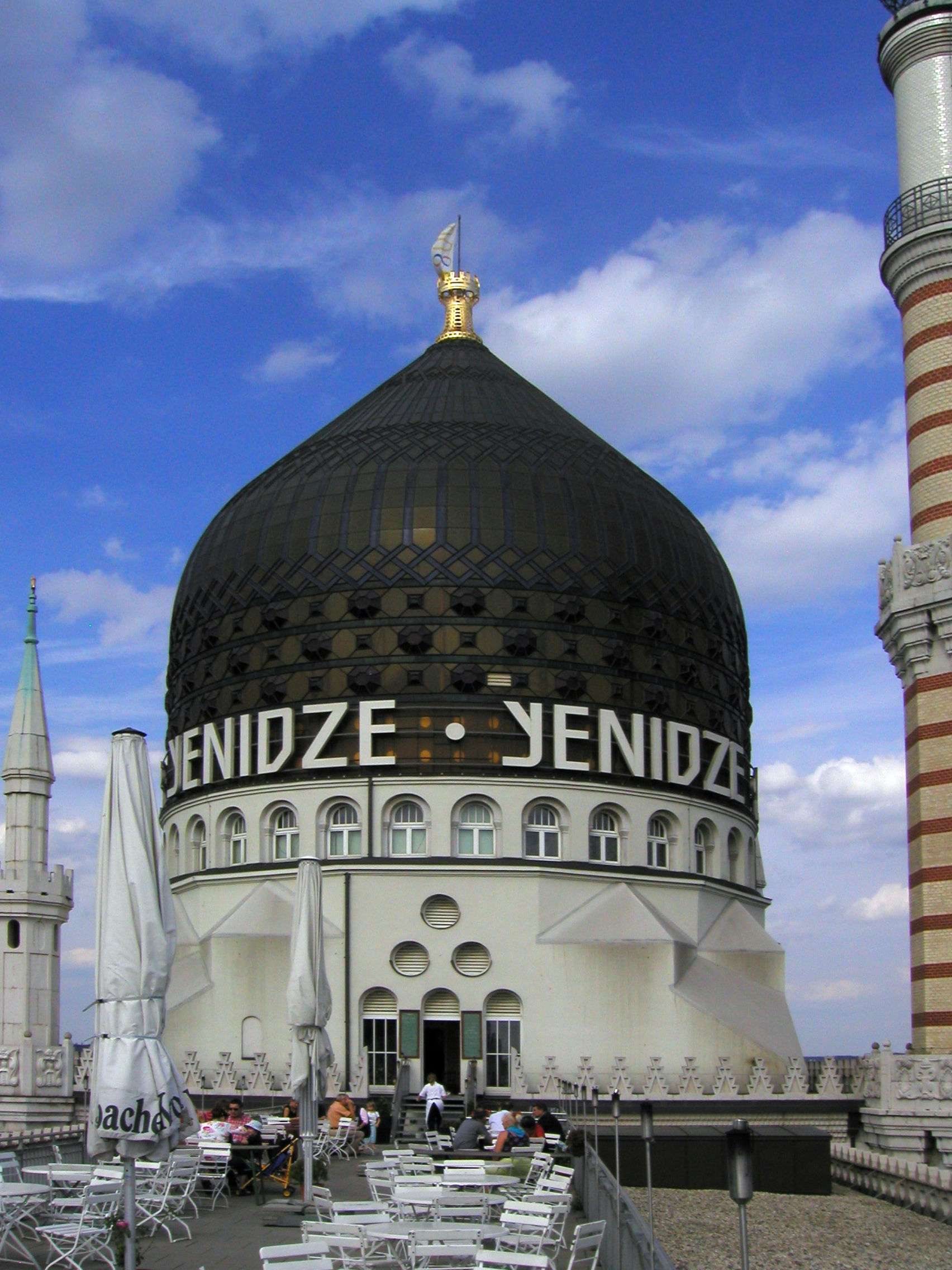
Le café sur la terrasse et la coupole.
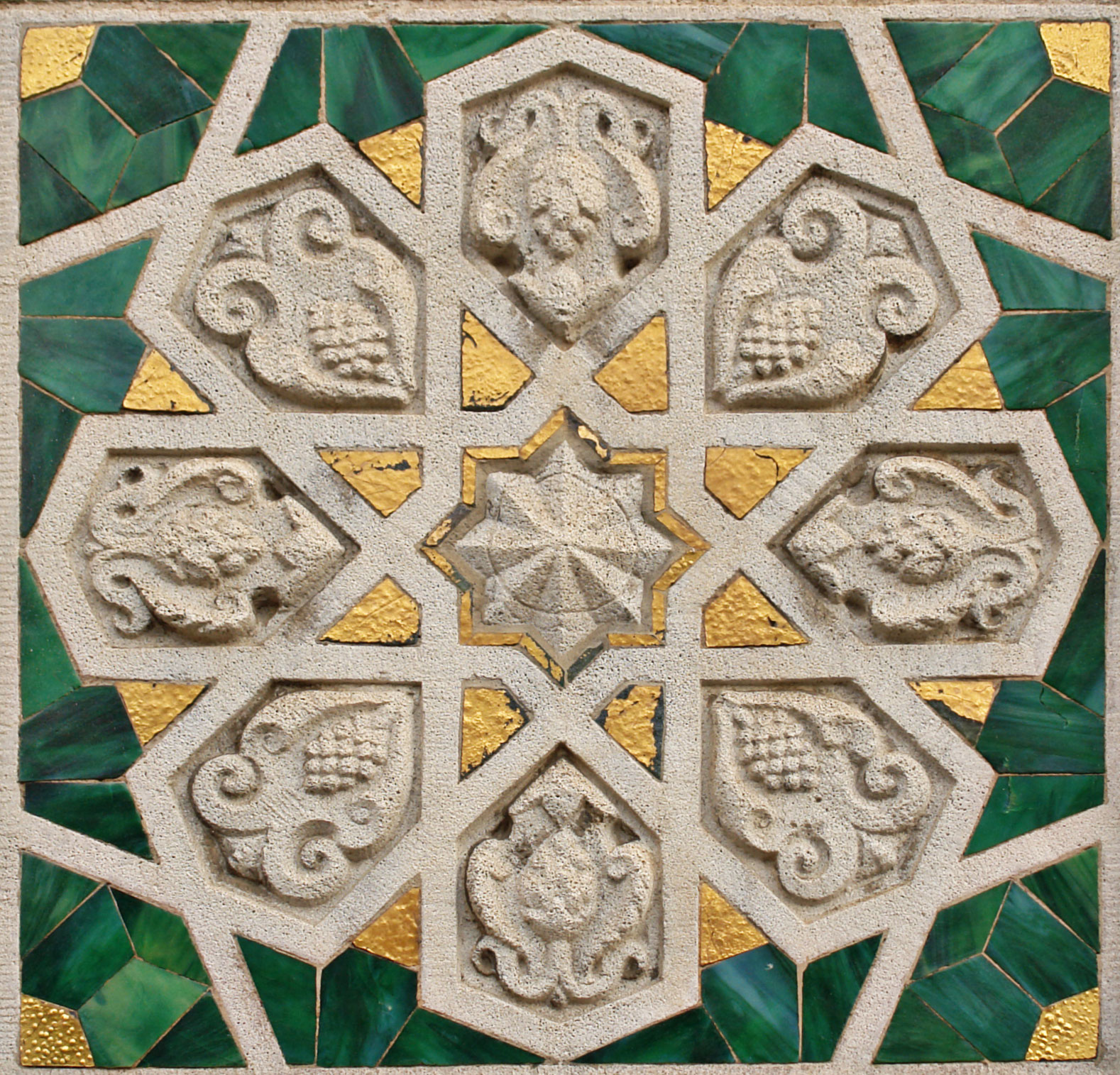
Détail ornemental.
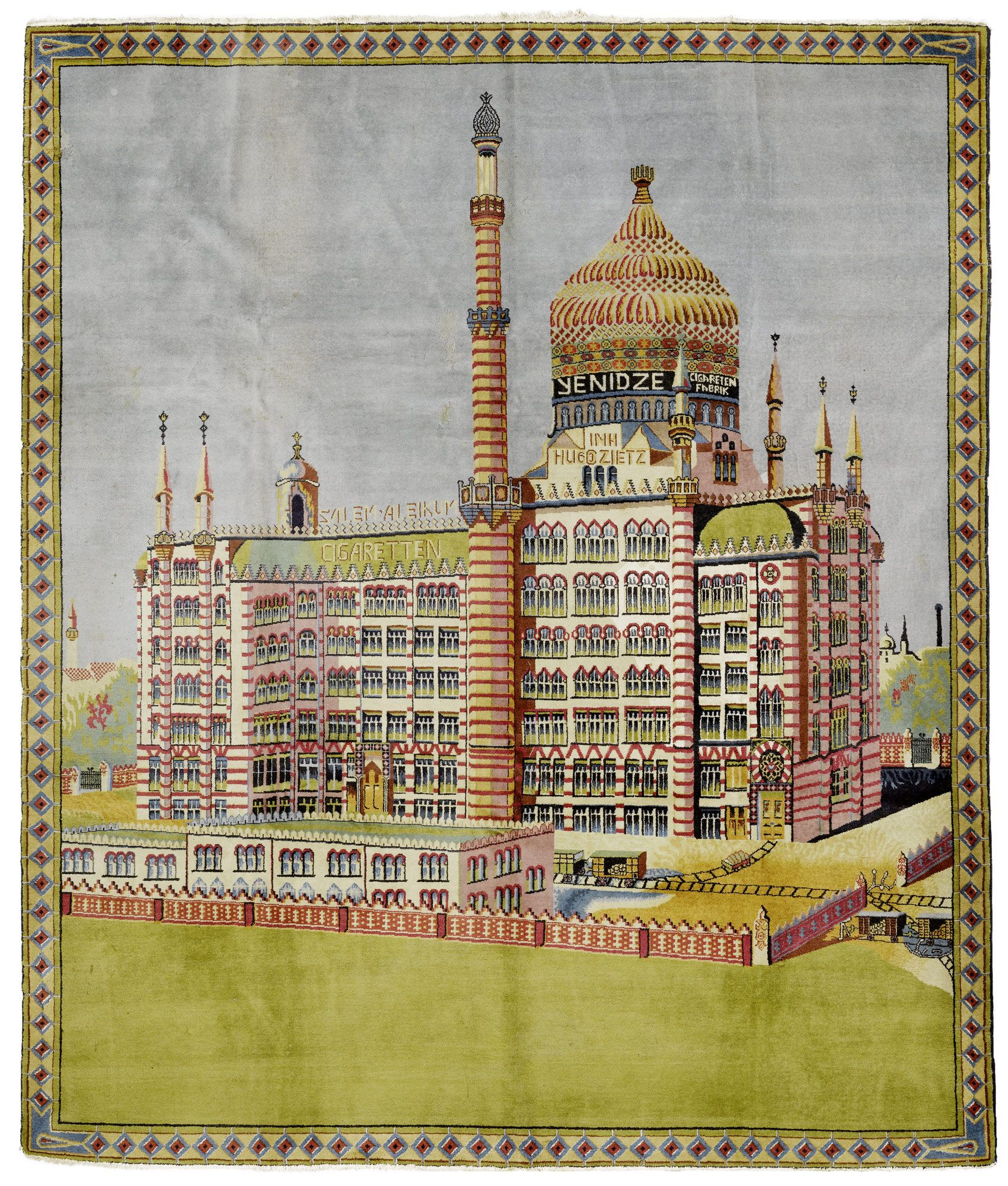
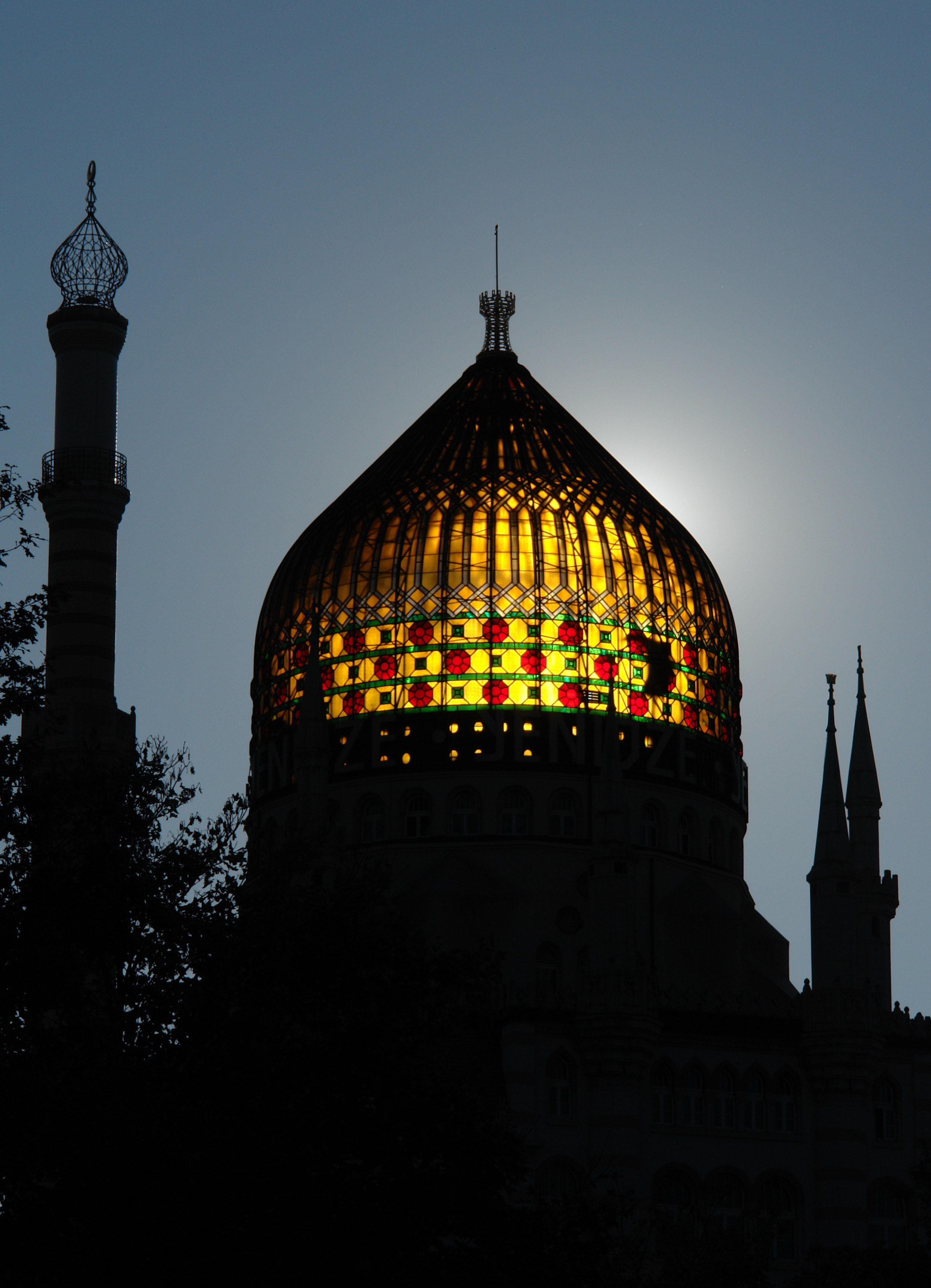
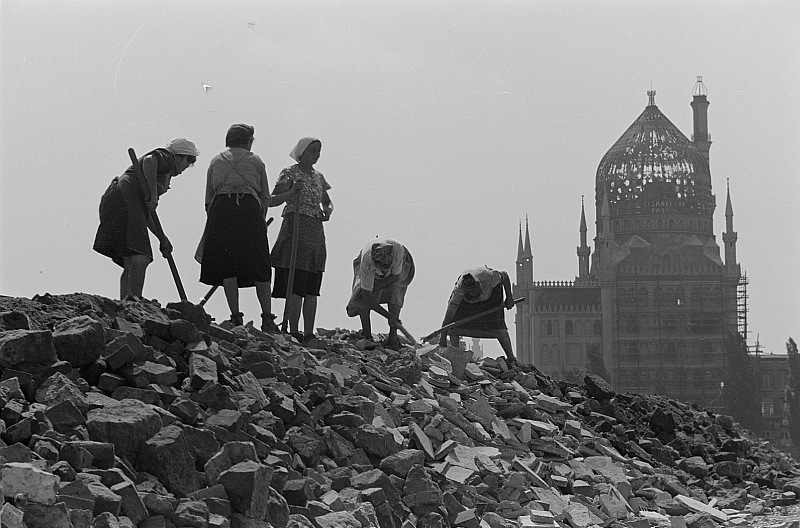
Dresde en 1945. En arrière-plan, Yenidze. Photo de Richard Peter.